# 大學鞋店
大學鞋店，又名大學鞋業公司，是位於廣東省廣州市的一間老牌鞋類商家，創始人李钜觀，原是高第街華強鞋店學徒，於1934年始創鞋店，初名亞履鞋店，鋪面設於萬福路，因料優質，適足耐用，明碼實價，其出品被顧客譽為鐵價鞋。1941年後改名大學鞋店，鋪面遷到惠愛東路333號、335號（共和國後中山四路351~353号），“大學之作，實斧實鑿；大學之價，實銀實碼”是當時大學鞋業公司誠實經營宗旨的顯示。遷鋪後李钜觀精心設計了獨具風格的學生鞋和教官鞋兩款皮鞋，深受軍政學界的喜愛，聲名大噪，李钜觀在40~60年代亦被人們一直稱為廣州的“鞋博士”。
1956年，大學鞋店被公私合營。1986年9月，鞋店全面裝修，時上屬東山區百貨公司將其變更為大學鞋業公司。90年代尾面臨地鐵一號線拆遷，於2002年8月13日遷出，暫時安置在北京南路，鞋店舊址被完全清拆。據報現時在西湖路75號附近繼續經營，名為新大學鞋業。